# Odon de Pins (homme politique)
Henri-Marie-Chantal-Odon de Pins-Montbrun, né le 19 octobre 1866 à Toulouse et mort le 5 février 1936 à Monbrun, est un homme politique français.

## Biographie
Propriétaire terrien, maire de Monbrun, il est révoqué en 1899 pour ses prises de positions sur l'affaire Dreyfus, et en 1902, pour avoir refusé de laïciser l'école communale. Il est député du Gers de 1902 à 1910, siégeant chez les Républicains nationalistes.
Il est le gendre de l'ambassadeur Ernest Millon de La Verteville.

## Source
- « Odon de Pins (homme politique) », dans le Dictionnaire des parlementaires français (1889-1940), sous la direction de Jean Jolly, PUF, 1960 [détail de l’édition]